# Can Pigem (Camós)
Can Pigem és una masia de Camós (Pla de l'Estany) protegida com a Bé Cultural d'Interès Local.

## Descripció
Masia situada al veïnat de Sant Maurici amb torre de defensa i pati emmurallat. És de planta rectangular amb la coberta a dues vessants i de tres plantes. Presenta un portal central amb un arc de mig punt adovellat i dues finestres al lateral formant els tres eixos verticals que marquen la façana. La planta central ennoblida per les seves obertures, té una finestra trigeminada amb arcs conupials i a cada lateral una finestra més petita amb forma d'arc conupial. Al pis superior, més petit, té també tres obertures de llinda plana.